# Шарлот Корт Хаус (Вирџинија)
Шарлот Корт Хаус (енгл. Charlotte Court House) град је у америчкој савезној држави Вирџинија. По попису становништва из 2010. у њему је живело 543 становника.

## Демографија
Према попису становништва из 2010. у граду је живело 543 становника, што је 139 (34,4%) становника више него 2000. године.
| Група             | 2000.       | 2010.       |
| Белци             | 223 (55,2%) | 292 (53,8%) |
| Афроамериканци    | 177 (43,8%) | 217 (40,0%) |
| Азијати           | 0 (0,0%)    | 5 (0,9%)    |
| Хиспаноамериканци | 4 (1,0%)    | 25 (4,6%)   |
| Укупно            | 404         | 543         |